# اسکای‌وایز (شرکت هواپیمایی)
اسکای‌وایز (به انگلیسی: Skywise) یک شرکت هواپیمایی با کد یاتا S8 بود که از ۲۰۱۲ میلادی تأسیس و در سال ۲۰۱۵ فعالیتش را آغاز کرده‌بود. دفتر مرکزی اسکای‌وایز در فرودگاه بین‌المللی اولیور تامبو واقع شده‌بود و قطب این شرکت هواپیمایی در فرودگاه بین‌المللی اولیور تامبو قرار داشت و به ۲ مقصد، پرواز انجام می‌داد ولی از نوامبر ۲۰۱۵ پروازهای آن به حالت تعلیق درآمده‌اند.